# Copa América 1983
La Copa América 1983 fue la trigésimo segunda edición de este torneo, organizado por la Confederación Sudamericana de Fútbol. Se disputó entre el 10 de agosto y el 4 de noviembre de 1983 en los diez países integrantes de la Conmebol.
Al no haber sede fija, todos los partidos fueron de ida y vuelta. Participaron los 10 miembros de la Conmebol, con el formato, tres grupos de tres equipos, el primero de cada grupo clasifica a semifinales, junto con el último campeón.
El campeón de esta edición fue Uruguay, que ganó la final a Brasil por 3-1 en la serie, consagrándose en el estadio Fonte Nova de San Salvador de Bahia. De este modo, alzó su décimo segundo título en la competición, cortando así una racha de 16 años sin que la Selección de Uruguay ganara la Copa América, ya que su último campeonato continental había sido en el Campeonato Sudamericano 1967. A su vez, el título  clasificó a Uruguay a la Copa Artemio Franchi 1985 para enfrentar a Francia, campeón de la Eurocopa 1984.

## Árbitros
- Arnaldo Cézar Coelho.
- Gabriel González.
- Enrique Labo Revoredo.
- Teodoro Nitti.
- Carlos Montalván.
- Elías Jácome.
- Gilberto Aristizábal.
- Alfonso Postigo.
- Juan Daniel Cardelino.
- Luis Gregorio Da Rosa.
- Mario Lira.
- José Luis Martínez Bazán.
- Jorge Eduardo Romero.
- José Vergara.
- Guillermo Budge.
- Sergio Vásquez.
- Arturo Ithurralde.
- Gastón Castro.
- Juan Carlos Loustau.
- Héctor Ortiz.
- Edison Pérez Núñez.
- Oscar Ortubé.

## Equipos participantes
| Equipos participantes | Equipos participantes | Equipos participantes | Equipos participantes | Equipos participantes |
| --------------------- | --------------------- | --------------------- | --------------------- | --------------------- |
| Argentina             | Bolivia               | Brasil                | Chile                 | Colombia              |
| Ecuador               | Paraguay              | Perú                  | Uruguay               | Venezuela             |

## Sedes
| Brasil             | Brasil | Brasil | Brasil               |
| ------------------ | --- | --- | -------------------- |
| Goiânia            | Río de Janeiro | Uberlândia | Salvador             |
| Serra Dourada      | Maracaná | Parque do Sabiá | Fonte Nova           |
| Capacidad: 59 049  | Capacidad: 155 250 | Capacidad: 72 600 | Capacidad: 80 044    |
|                    | | |                      |
| Ecuador            | Buenos Aires La Paz Goiânia Río de Janeiro Uberlândia Salvador Santiago Bogotá Quito Asunción Lima Montevideo Caracas | Buenos Aires La Paz Goiânia Río de Janeiro Uberlândia Salvador Santiago Bogotá Quito Asunción Lima Montevideo Caracas | Bolivia              |
| Quito              | Buenos Aires La Paz Goiânia Río de Janeiro Uberlândia Salvador Santiago Bogotá Quito Asunción Lima Montevideo Caracas | Buenos Aires La Paz Goiânia Río de Janeiro Uberlândia Salvador Santiago Bogotá Quito Asunción Lima Montevideo Caracas | La Paz               |
| Olímpico Atahualpa | Buenos Aires La Paz Goiânia Río de Janeiro Uberlândia Salvador Santiago Bogotá Quito Asunción Lima Montevideo Caracas | Buenos Aires La Paz Goiânia Río de Janeiro Uberlândia Salvador Santiago Bogotá Quito Asunción Lima Montevideo Caracas | Hernando Siles       |
| Capacidad: 45 000  | Buenos Aires La Paz Goiânia Río de Janeiro Uberlândia Salvador Santiago Bogotá Quito Asunción Lima Montevideo Caracas | Buenos Aires La Paz Goiânia Río de Janeiro Uberlândia Salvador Santiago Bogotá Quito Asunción Lima Montevideo Caracas | Capacidad: 42 000    |
|                    | Buenos Aires La Paz Goiânia Río de Janeiro Uberlândia Salvador Santiago Bogotá Quito Asunción Lima Montevideo Caracas | Buenos Aires La Paz Goiânia Río de Janeiro Uberlândia Salvador Santiago Bogotá Quito Asunción Lima Montevideo Caracas |                      |
| Colombia           | Buenos Aires La Paz Goiânia Río de Janeiro Uberlândia Salvador Santiago Bogotá Quito Asunción Lima Montevideo Caracas | Buenos Aires La Paz Goiânia Río de Janeiro Uberlândia Salvador Santiago Bogotá Quito Asunción Lima Montevideo Caracas | Paraguay             |
| Bogotá             | Buenos Aires La Paz Goiânia Río de Janeiro Uberlândia Salvador Santiago Bogotá Quito Asunción Lima Montevideo Caracas | Buenos Aires La Paz Goiânia Río de Janeiro Uberlândia Salvador Santiago Bogotá Quito Asunción Lima Montevideo Caracas | Asunción             |
| El Campín          | Buenos Aires La Paz Goiânia Río de Janeiro Uberlândia Salvador Santiago Bogotá Quito Asunción Lima Montevideo Caracas | Buenos Aires La Paz Goiânia Río de Janeiro Uberlândia Salvador Santiago Bogotá Quito Asunción Lima Montevideo Caracas | Defensores del Chaco |
| Capacidad: 65 000  | Buenos Aires La Paz Goiânia Río de Janeiro Uberlândia Salvador Santiago Bogotá Quito Asunción Lima Montevideo Caracas | Buenos Aires La Paz Goiânia Río de Janeiro Uberlândia Salvador Santiago Bogotá Quito Asunción Lima Montevideo Caracas | Capacidad: 50 000    |
|                    | Buenos Aires La Paz Goiânia Río de Janeiro Uberlândia Salvador Santiago Bogotá Quito Asunción Lima Montevideo Caracas | Buenos Aires La Paz Goiânia Río de Janeiro Uberlândia Salvador Santiago Bogotá Quito Asunción Lima Montevideo Caracas |                      |
| Argentina          | Argentina | Uruguay | Uruguay              |
| Buenos Aires       | Buenos Aires | Montevideo | Montevideo           |
| River Plate        | River Plate | Centenario | Centenario           |
| Capacidad: 74 624  | Capacidad: 74 624 | Capacidad: 74 860 | Capacidad: 74 860    |
|                    | | |                      |
| Chile              | Venezuela | Venezuela | Perú                 |
| Santiago           | Caracas | Caracas | Lima                 |
| Nacional           | Brígido Iriarte | Brígido Iriarte | Nacional del Perú    |
| Capacidad: 76 780  | Capacidad: 13 500 | Capacidad: 13 500 | Capacidad: 65 000    |
|                    | | |                      |

## Sistema de competición
El torneo se jugó en partidos de ida y vuelta en todos los países afiliados a la CONMEBOL. Y se otorgarían 2 puntos por partidos ganados, 1 punto por partidos empatados, y 0 puntos por partidos perdidos.
Los equipos fueron divididos en tres grupos de tres equipos c/u. Los partidos de la fase de grupos se jugarán en partidos de ida y vuelta, y el primero de cada grupo clasificaba automáticamente a la semifinal junto con el campeón vigente que era Paraguay.
Las semifinales se jugaron en partidos de ida y vuelta, y se definió por puntos. El equipo que obtuviese más puntos, pasaba directo a la final. Si en caso ambos equipos terminaban igualados con la misma cantidad de puntos, se recurrió a utilizar la diferencia de gol y quien tuviera mejor diferencia de gol, clasificaba a la final. Y si en caso ambas selecciones terminaban igualadas con la misma cantidad de puntos y con la misma diferencia de gol, se realizaría un sorteo para determinar al finalista.
La final también se jugó en partidos de ida y vuelta, y también se definió por puntos. El equipo que obtuviese más puntos sería el campeón. Si en caso ambos equipos terminaban igualados en puntos, se jugaría un tercer partido en cancha neutral para definir al ganador, y el ganador sería el campeón. Si en caso el tercer partido terminaba igualado en los 90 min. de juego reglamentario, se jugarían dos tiempos suplementarios de 15 min. c/u para determinar al ganador el cual sería el campeón. Si al finalizar los 120 min. de juego, el partido siguiera empatado, se utilizaría la diferencia de gol, y el equipo que tuviera una mejor diferencia de gol, sería el campeón. Y de seguir igualados también en diferencia de goles, el campeón saldría luego de una definición por penales.

### Desarrollo
Los equipos fueron divididos en 3 grupos de 3 equipos c/u, los cuales se enfrentarían en partidos de ida y vuelta.
El Grupo A estuvo conformado por Chile, Uruguay y Venezuela. En el primer partido, Uruguay le ganaría a Chile por 2 a 1 en Montevideo. En el segundo partido, Uruguay le ganaría a Venezuela por 3 a 0 en Montevideo. En el tercer partido, Chile le ganaría a Venezuela por 5 a 0 en Santiago. En el cuarto partido, Chile le ganaría a Uruguay por 2 a 0 en Santiago. En el quinto partido, Venezuela perdería con Uruguay por 2 a 1 en Caracas. Y en el sexto y último partido Venezuela y Chile empatarían 0 a 0 en Caracas. Al final, Uruguay clasificaba a la semifinal por finalizar primero en su grupo.
El Grupo B estuvo formado por Argentina, Brasil y Ecuador. En el primer partido, Ecuador Argentina empatarían 2 a 2 en Quito. En el segundo partido, Ecuador perdería con Brasil por 1 a 0 en Quito. En el tercer partido, Argentina le ganaría por 1 a 0 a Brasil en Buenos Aires. En el cuarto partido, Brasil le ganaría a Ecuador por 5 a 0 en Goiânia. En el quinto partido, Argentina y Ecuador empatarían 2 a 2. Y en el sexto y último partido, Brasil y Argentina empatarían 0 a 0 en Río de Janeiro. Al final, Brasil clasificaba a la semifinal por finalizar primero en su grupo y por tener mejor diferencia de gol.
El Grupo C estuvo conformado por Bolivia, Colombia y Perú. En el primer partido, Bolivia perdería con Colombia por 1 a 0 en La Paz. En el segunfdo partido, Perú le ganaría a Colombia por 1 a 0 en Lima. En el tercer partido, Bolivia y Perú empatarían 1 a 1 en La Paz. En el cuarto partido, Colombia y Perú empatarían 2 a 2 en Bogotá. En el quinto partido, Colombia y Bolivia empatarían 2 a 2 en Bogotá. Y en el sexto y último partido, Perú le ganaría a Bolivia por 2 a 1 en Lima. Al final Perú clasificaba a la final por finalizar primero en su grupo.
Las semifinales se jugaron en partidos de ida y vuelta. En las semifinales se enfrentaron el primero del Grupo A (Uruguay) contra el primero del Grupo C (Perú) y el primero del Grupo B (Brasil) contra el campeón vigente (Paraguay).
En la primera semifinal se enfrentaron Uruguay y Perú. En el primer partido, Perú perdería con Uruguay por 1 a 0 en Lima. En el segundo partido, Uruguay y Perú empatarían 1 a 1 en Montevideo. Así Uruguay clasificaba a la final ya que tenía más puntos que Perú.
En la segunda semifinal se enfrentaron Brasil y Paraguay. En el primer partido, Paraguay y Brasil empatarían 1 a 1 en Asunción. En el segundo, partido Brasil y Paraguay empatarían 0 a 0 en Uberlândia. Debido a que ambas selecciones estaban igualadas en puntos y en diferencia de goles, se decidió realizar un sorteo para ver quien clasificaba a la final; y luego del sorteo, fue Brasil quien clasificaba a la final.
La final se jugó en partidos de ida y vuelta, y se definió por puntos.
En el primer partido, Uruguay le ganaría a Brasil por 2 a 0 en Montevideo. En el segundo partido, Brasil y Uruguay empatarían 1 a 1 en Salvador de Bahía. Debido a que Uruguay tenía más puntos que Brasil se consagró campeón en Brasil y daba su segunda vuelta olímpica en ese país (después del Maracanazo). Así Uruguay ganaba su decimosegunda Copa América.

## Primera fase

### Grupo A
| Selección | Pts. | PJ | PG | PE | PP | GF | GC | Dif |
| --------- | ---- | -- | -- | -- | -- | -- | -- | --- |
| Uruguay   | 6    | 4  | 3  | 0  | 1  | 7  | 4  | +3  |
| Chile     | 5    | 4  | 2  | 1  | 1  | 8  | 2  | +6  |
| Venezuela | 1    | 4  | 0  | 1  | 3  | 1  | 10 | –9  |

| 1 de septiembre de 1983 | Uruguay                         | 2:1 (1:0) | Chile        | Estadio Centenario, Montevideo                                            |                                                                           |
|                         | Acevedo 45' · Morena 63' (pen.) |           | 76' Orellana | Asistencia: 30 000 espectadores Árbitro(s): Arnaldo Cézar Coelho (Brasil) | Asistencia: 30 000 espectadores Árbitro(s): Arnaldo Cézar Coelho (Brasil) |

| 4 de septiembre de 1983 | Uruguay                                       | 3:0 (1:0) | Venezuela | Estadio Centenario, Montevideo                                          |                                                                         |
|                         | Cabrera 35' · Morena 51' (pen.) · Luzardo 68' |           |           | Asistencia: 60 000 espectadores Árbitro(s): Gabriel González (Paraguay) | Asistencia: 60 000 espectadores Árbitro(s): Gabriel González (Paraguay) |

| 8 de septiembre de 1983 | Chile                                                    | 5:0 (3:0) | Venezuela | Estadio Nacional, Santiago                                               |                                                                          |
|                         | Arriaza 22' · Dubó 25' · Aravena 35', 83' · Espinoza 51' |           |           | Asistencia: 20 000 espectadores Árbitro(s): Enrique Labo Revoredo (Perú) | Asistencia: 20 000 espectadores Árbitro(s): Enrique Labo Revoredo (Perú) |

| 11 de septiembre de 1983 | Chile                  | 2:0 (1:0) | Uruguay | Estadio Nacional, Santiago                                            |                                                                       |
|                          | Dubó 9' · Letelier 80' |           |         | Asistencia: 55 000 espectadores Árbitro(s): Teodoro Nitti (Argentina) | Asistencia: 55 000 espectadores Árbitro(s): Teodoro Nitti (Argentina) |

| 18 de septiembre de 1983 | Venezuela  | 1:2 (0:0) | Uruguay                     | Estadio Brígido Iriarte, Caracas                                   |                                                                    |
|                          | Febles 77' |           | 74' Santelli · 87' Aguilera | Asistencia: 3 000 espectadores Árbitro(s): Carlos Montalván (Perú) | Asistencia: 3 000 espectadores Árbitro(s): Carlos Montalván (Perú) |

| 21 de septiembre de 1983 | Venezuela | 0:0 | Chile | Estadio Brígido Iriarte, Caracas                                  |  |
|                          |           |     |       | Asistencia: 3 000 espectadores Árbitro(s): Elías Jácome (Ecuador) |  |

### Grupo B
| Selección | Pts. | PJ | PG | PE | PP | GF | GC | Dif |
| --------- | ---- | -- | -- | -- | -- | -- | -- | --- |
| Brasil    | 5    | 4  | 2  | 1  | 1  | 6  | 1  | +5  |
| Argentina | 5    | 4  | 1  | 3  | 0  | 5  | 4  | +1  |
| Ecuador   | 2    | 4  | 0  | 2  | 2  | 4  | 10 | –6  |

| 10 de agosto de 1983 | Ecuador                | 2:2 (0:1) | Argentina           | Estadio Olímpico Atahualpa, Quito                                           |                                                                             |
|                      | Vásquez 68' · Vega 79' |           | 40', 51' Burruchaga | Asistencia: 50 000 espectadores Árbitro(s): Gilberto Aristizábal (Colombia) | Asistencia: 50 000 espectadores Árbitro(s): Gilberto Aristizábal (Colombia) |

| 17 de agosto de 1983 | Ecuador | 0:1 (0:1) | Brasil               | Estadio Olímpico Atahualpa, Quito                                  |                                                                    |
|                      |         |           | 14' Roberto Dinamite | Asistencia: 50 000 espectadores Árbitro(s): Alfonso Postigo (Perú) | Asistencia: 50 000 espectadores Árbitro(s): Alfonso Postigo (Perú) |

| 24 de agosto de 1983 | Argentina  | 1:0 (0:0) | Brasil | Estadio River Plate, Buenos Aires                                           |                                                                             |
|                      | Gareca 55' |           |        | Asistencia: 70 000 espectadores Árbitro(s): Juan Daniel Cardelino (Uruguay) | Asistencia: 70 000 espectadores Árbitro(s): Juan Daniel Cardelino (Uruguay) |

| 1 de septiembre de 1983 | Brasil                                                              | 5:0 (1:0) | Ecuador | Estadio Serra Dourada, Goiânia                                              |                                                                             |
|                         | Renato Gaúcho 12' · Roberto Dinamite 46', 55' · Éder 58' · Tita 60' |           |         | Asistencia: 35 000 espectadores Árbitro(s): Luis Gregorio da Rosa (Uruguay) | Asistencia: 35 000 espectadores Árbitro(s): Luis Gregorio da Rosa (Uruguay) |

| 7 de septiembre de 1983 | Argentina                          | 2:2 (0:1) | Ecuador                             | Estadio River Plate, Buenos Aires                                  |                                                                    |
|                         | Ramos 50' · Burruchaga 102' (pen.) |           | 44' Quiñónez · 90' (pen.) Maldonado | Asistencia: 40 000 espectadores Árbitro(s): Óscar Ortubé (Bolivia) | Asistencia: 40 000 espectadores Árbitro(s): Óscar Ortubé (Bolivia) |

| 14 de septiembre de 1983 | Brasil | 0:0 | Argentina | Estadio Maracaná, Río de Janeiro                               |  |
|                          |        |     |           | Asistencia: 75 000 espectadores Árbitro(s): Mario Lira (Chile) |  |

### Grupo C
| Selección | Pts. | PJ | PG | PE | PP | GF | GC | Dif |
| --------- | ---- | -- | -- | -- | -- | -- | -- | --- |
| Perú      | 6    | 4  | 2  | 2  | 0  | 6  | 4  | +2  |
| Colombia  | 4    | 4  | 1  | 2  | 1  | 5  | 5  | 0   |
| Bolivia   | 2    | 4  | 0  | 2  | 2  | 4  | 6  | –2  |

| 14 de agosto de 1983 | Bolivia | 0:1 (0:0) | Colombia       | Estadio Hernando Siles, La Paz                                          |                                                                         |
|                      |         |           | 73' Valderrama | Asistencia: 40 000 espectadores Árbitro(s): Gabriel González (Paraguay) | Asistencia: 40 000 espectadores Árbitro(s): Gabriel González (Paraguay) |

| 17 de agosto de 1983 | Perú        | 1:0 (0:0) | Colombia | Estadio Nacional, Lima                                                         |                                                                                |
|                      | Navarro 77' |           |          | Asistencia: 30 000 espectadores Árbitro(s): José Luis Martínez Bazán (Uruguay) | Asistencia: 30 000 espectadores Árbitro(s): José Luis Martínez Bazán (Uruguay) |

| 21 de agosto de 1983 | Bolivia    | 1:1 (0:0) | Perú        | Estadio Hernando Siles, La Paz                                               |                                                                              |
|                      | Romero 65' |           | 89' Navarro | Asistencia: 45 000 espectadores Árbitro(s): Jorge Eduardo Romero (Argentina) | Asistencia: 45 000 espectadores Árbitro(s): Jorge Eduardo Romero (Argentina) |

| 28 de agosto de 1983 | Colombia                  | 2:2 (0:1) | Perú                                 | Estadio El Campín, Bogotá                                                 |                                                                           |
|                      | Prince 46' · Fiorillo 69' |           | 25' (pen.) Malásquez · 85' Caballero | Asistencia: 50 000 espectadores Árbitro(s): Arnaldo Cézar Coelho (Brasil) | Asistencia: 50 000 espectadores Árbitro(s): Arnaldo Cézar Coelho (Brasil) |

| 31 de agosto de 1983 | Colombia                          | 2:2 (1:0) | Bolivia                | Estadio El Campín, Bogotá                                            |                                                                      |
|                      | Valderrama 2' · Molina 60' (pen.) |           | 78' Melgar · 80' Rojas | Asistencia: 45 000 espectadores Árbitro(s): José Vergara (Venezuela) | Asistencia: 45 000 espectadores Árbitro(s): José Vergara (Venezuela) |

| 4 de septiembre de 1983 | Perú                      | 2:1 (2:0) | Bolivia      | Estadio Nacional, Lima                                              |                                                                     |
|                         | Leguía 6' · Caballero 21' |           | 46' Paniagua | Asistencia: 50 000 espectadores Árbitro(s): Guillermo Budge (Chile) | Asistencia: 50 000 espectadores Árbitro(s): Guillermo Budge (Chile) |

## Segunda fase
|  | Semifinales        | Semifinales        | Semifinales        | Semifinales        |   |        | Final                          | Final                          | Final                          | Final                          |  |
|  | 13 y 20 de octubre | 13 y 20 de octubre | 13 y 20 de octubre | 13 y 20 de octubre |   |        | 27 de octubre y 4 de noviembre | 27 de octubre y 4 de noviembre | 27 de octubre y 4 de noviembre | 27 de octubre y 4 de noviembre |  |
|  |                    |                    |                    |                    |   |        |                                |                                |                                |                                |  |
|  |                    |                    |                    |                    |   |        |                                |                                |                                |                                |  |
|  | Uruguay            | Uruguay            | 1                  | 1                  |   |        |                                |                                |                                |                                |  |
|  | Uruguay            | Uruguay            | 1                  | 1                  |   |        |                                |                                |                                |                                |  |
|  | Perú               | Perú               | 0                  | 1                  |   |        |                                |                                |                                |                                |  |
|  | Perú               | Perú               | 0                  | 1                  |   | Brasil | Brasil                         | 0                              | 1                              |                                |  |
|  |                    |                    |                    |                    |   | Brasil | Brasil                         | 0                              | 1                              |                                |  |
|  |                    |                    | Uruguay            | Uruguay            | 2 | 1      |                                |                                |                                |                                |  |
|  | Brasil *           | Brasil *           | Uruguay            | Uruguay            | 2 | 1      | 1                              | 0                              |                                |                                |  |
|  | Brasil *           | Brasil *           |                    |                    |   |        | 1                              | 0                              |                                |                                |  |
|  | Paraguay           | Paraguay           | 1                  | 0                  |   |        |                                |                                |                                |                                |  |
|  | Paraguay           | Paraguay           | 1                  | 0                  |   |        |                                |                                |                                |                                |  |
|  |                    |                    |                    |                    |   |        |                                |                                |                                |                                |  |

En primera posición se coloca a la selección que ejerció la localía en el partido de vuelta.

* Se clasificó a la final mediante sorteo.

### Semifinales
| 13 de octubre de 1983 | Perú | 0:1 (0:0) | Uruguay      | Estadio Nacional, Lima                                             |                                                                    |
|                       |      |           | 65' Aguilera | Asistencia: 28 000 espectadores Árbitro(s): Sergio Vásquez (Chile) | Asistencia: 28 000 espectadores Árbitro(s): Sergio Vásquez (Chile) |

| 20 de octubre de 1983 | Uruguay     | 1:1 (0:1) | Perú          | Estadio Centenario, Montevideo                                            |                                                                           |
|                       | Cabrera 49' |           | 24' Malásquez | Asistencia: 58 000 espectadores Árbitro(s): Arturo Ithurralde (Argentina) | Asistencia: 58 000 espectadores Árbitro(s): Arturo Ithurralde (Argentina) |

| 13 de octubre de 1983 | Paraguay  | 1:1 (0:0) | Brasil   | Estadio Defensores del Chaco, Asunción                            |                                                                   |
|                       | Morel 70' |           | 88' Éder | Asistencia: 55 000 espectadores Árbitro(s): Gastón Castro (Chile) | Asistencia: 55 000 espectadores Árbitro(s): Gastón Castro (Chile) |

| 20 de octubre de 1983 | Brasil | 0:0 | Paraguay | Parque do Sábia, Uberlândia                                                 |  |
| |        |     |          | Asistencia: 75 000 espectadores Árbitro(s): Juan Carlos Loustau (Argentina) |  |
| Brasil se clasificó para disputar la final mediante sorteo, luego de que ambas selecciones terminasen igualadas en puntos y en diferencia de goles. Segunda vez que se utiliza un sorteo en la Copa América. |        |     |          |                                                                             |  |

### Final
| 27 de octubre de 1983 | Uruguay                          | 2:0 (1:0) | Brasil | Estadio Centenario, Montevideo                                      |                                                                     |
|                       | Francescoli 41' (TL) · Diogo 80' |           |        | Asistencia: 65 000 espectadores Árbitro(s): Héctor Ortiz (Paraguay) | Asistencia: 65 000 espectadores Árbitro(s): Héctor Ortiz (Paraguay) |

| 4 de noviembre de 1983 | Brasil       | 1:1 (1:0) | Uruguay      | Estadio Fonte Nova, Salvador de Bahía                                 |                                                                       |
| | Jorginho 23' |           | 77' Aguilera | Asistencia: 95 000 espectadores Árbitro(s): Edison Pérez Núñez (Perú) | Asistencia: 95 000 espectadores Árbitro(s): Edison Pérez Núñez (Perú) |
| Segunda vuelta olímpica de Uruguay frente a Brasil en Brasil, por torneos oficiales. Tercera vuelta olímpica que se da en la Copa América. |              |           |              |                                                                       |                                                                       |

|                                          |
| Bandera de Uruguay                       |
| Campeón Uruguay 12.º título (8.º trofeo) |

## Estadísticas
| Equipo | Equipo    | Pts | PJ | PG | PE | PP | GF | GC | Dif |
| ------ | --------- | --- | -- | -- | -- | -- | -- | -- | --- |
| 1      | Uruguay   | 12  | 8  | 5  | 2  | 1  | 12 | 6  | +6  |
| 2      | Brasil    | 8   | 8  | 2  | 4  | 2  | 8  | 5  | +3  |
| 3      | Perú      | 7   | 6  | 2  | 3  | 1  | 7  | 6  | +1  |
| 4      | Paraguay  | 2   | 2  | 0  | 2  | 0  | 1  | 1  | 0   |
| 5      | Chile     | 5   | 4  | 2  | 1  | 1  | 8  | 2  | +6  |
| 6      | Argentina | 5   | 4  | 1  | 3  | 0  | 5  | 4  | +1  |
| 7      | Colombia  | 4   | 4  | 1  | 2  | 1  | 5  | 5  | 0   |
| 8      | Bolivia   | 2   | 4  | 0  | 2  | 2  | 4  | 6  | -2  |
| 9      | Ecuador   | 2   | 4  | 0  | 2  | 2  | 4  | 10 | −6  |
| 10     | Venezuela | 1   | 4  | 0  | 1  | 3  | 1  | 10 | –9  |

## Goleadores

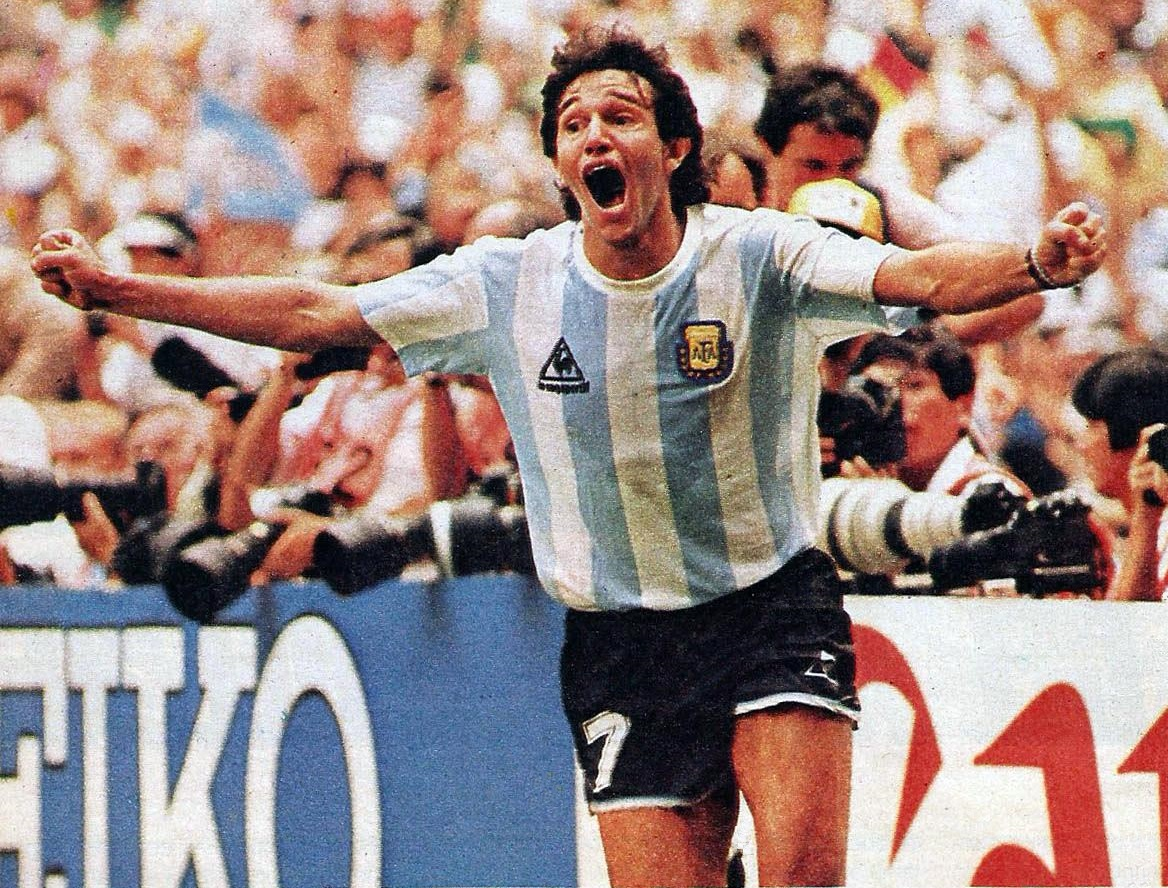
Jorge Burruchaga fue uno de los goleadores del torneo.

Los máximos goleadores del campeonato lograron 3 tantos y fueron el uruguayo Carlos Aguilera, el argentino Jorge Burruchaga, el brasileño Roberto Dinamite y el peruano Eduardo Malásquez, si bien, hay fuentes que atribuyen a este último sólo 2 goles.
3 goles
- Jorge Burruchaga
- Roberto Dinamite
- Carlos Aguilera

2 goles
- Éder
- Jorge Aravena
- Rodolfo Dubó
- Didí
- Juan Caballero
- Franco Navarro
- Eduardo Malásquez
- Fernando Morena
- Wilmar Cabrera

1 gol
- Ricardo Gareca
- Víctor Ramos
- Milton Melgar
- David Paniagua
- Silvio Rojas
- Erwin Romero
- Jorginho
- Renato Gaúcho
- Tita
- Oscar Arriaza
- Rubén Espinoza
- Juan Carlos Letelier
- Juan Carlos Orellana
- Fernando Fiorillo
- Nolberto Molina
- Miguel Augusto Prince
- Hans Maldonado
- Lupo Quiñónez
- Galo Vásquez
- José Jacinto Vega
- Milciades Morel
- Germán Leguía
- Eduardo Mario Acevedo
- Víctor Diogo
- Enzo Francescoli
- Arsenio Luzardo
- Alberto Santelli
- Pedro Febles

## Mejor jugador del torneo
- Enzo Francescoli.[10]

## Clasificado a laCopa Artemio Franchi 1985
| Bandera de Uruguay |
| Uruguay Campeón    |